# Duché de Słupsk
1368–1478
Entités précédentes :
- Duché de Poméranie

Entités suivantes :
- Duché de Poméranie

Le duché de Słupsk, est un ancien duché ayant pour capitale Słupsk, formé en 1368 lors de la partition du duché de Poméranie. Il comprenait les terres des districts actuels de Słupsk, Sławno, Bytów, Lębork et des fragments des districts de Wejherowo et Koszalin (dans la municipalité de Polanów). Entre 1390 et 1474, le duché vassal du royaume de Pologne. En 1478, il re-intègre le duché de Poméranie.

## Sources
- (en) Cet article est partiellement ou en totalité issu de l’article de Wikipédia en anglais intitulé « Pomerania-Stolp » (voir la liste des auteurs).

- (pl) Cet article est partiellement ou en totalité issu de l’article de Wikipédia en polonais intitulé « Księstwo słupskie » (voir la liste des auteurs).